# Rafael Sánchez Gallardo
Rafael Sánchez Gallardo (Encinas Reales, provincia de Córdoba, 28 de marzo de 1889 - Tardienta, provincia de Huesca, 22 de octubre de 1936) fue un militar español que participó activamente la guerra del Rif, por las que recibió varias condecoraciones. Iniciada la Guerra Civil fue destinado al Frente de Aragón donde murió en combate.

## Biografía
Sentó plaza en el Ejército español en 1910 como soldado voluntario de Caballería, incorporándose al 2.º Depósito de Sementales, en Córdoba, donde prestó servicios los dos siguientes años, alcanzando durante ellos los empleos de cabo y cabo jefe de parada de 2.ª por oposición.  En agosto de 1912 consiguió plaza en la Academia de Infantería de Toledo, en la que permaneció tres años y medio y en los que tuvo como profesor -entre otros- a Víctor Martínez Simancas, tío del que llegaría a ser su yerno. Su paso como alumno de la Academia fue considerado como sobresaliente y así se haría constar en su Hoja de Servicios.

### Marruecos
Coincidiendo con la crisis que se vivía en el Marruecos español, en junio de 1915, a la finalización de sus estudios en la Academia, fue promovido al empleo de segundo teniente y destinado al Cuadro de Eventualidades de Ceuta, del que solamente presentarse fue trasladado en comisión al Regimiento de Infantería del Serrallo n.º  69, en Ceuta. Enseguida salió destacado al Campamento General de Dar Riffien, del que salió el 10 de noviembre para participar en la ocupación del Bel Hassen.
En febrero de 1916 se concentró con su Regimiento en el Rincón de Medik, pasando seguidamente a guarnecer Tetuán y Ceuta. Regresó al Rincón en mayo para formar parte de una columna con la que se ocupó Loma Amarilla, volviendo a Ceuta para prestar servicios de emboscadas y guarnición. Por estos combates se  le concedió la Cruz Roja al Mérito Militar.
En mayo de 1917 fue ascendido a primer teniente y en octubre se le confió el mando del Tren Regimental del Cuerpo, continuando en Dar Riffien, donde al año siguiente pasó a desempeñar el cargo de secretario del coronel jefe del Regimiento. En ese mismo año contrajo matrimonio con María de la Concepción de Nogués y Reyes, con la que tendría seis hijos.
Durante 1919 alternó sus estancias entre Ceuta y Dar Riffien, y operó en las zonas de Larache y Ceuta formando parte de la columna al mando del coronel Leopoldo Ruiz Trillo.

### Regreso a la península
En el mes de septiembre de 1919 ocupó vacante en el Regimiento de Infantería de la Reina n.º  2, de guarnición en Córdoba, en el que fue nombrado ayudante del 2.º Batallón y profesor de la Academia de Cabos, y encargado de la Sección de Telegrafía.
Ocurridos los sucesos de Annual, a finales de julio de 1921 embarcó con su Batallón hacia Melilla, acampando en Cabrerizas Altas, pero al haberse presentado el ayudante del Batallón Expedicionario regresó a la Península, donde en el mes de octubre obtuvo el empleo de capitán. Muy pronto fue trasladado al Batallón de Cazadores de Reus n.º  16, en Manresa, partiendo en noviembre a incorporarse al Batallón Expedicionario en Algeciras y regresando en marzo del año siguiente a Manresa, pero su estancia en esta plaza sería breve, pues en el mes de septiembre obtuvo destino en el Regimiento de Pavía n.º  48, en San Roque (Cádiz), en el que los años siguiente desempeñó los cargos de auxiliar de Mayoría, ayudante mayor y profesor de Academias Regimentales de suboficiales y sargentos.
En 1924 fue nombrado auxiliar del delegado del Gran Somatén Español en San Roque, institución creada por Primo de Rivera para mantener el orden público y moral. En todos estos años tuvo una destacada actuación en las Escuelas Prácticas del Regimiento, recibiendo una felicitación del capitán general de la Región por las que tuvieron lugar en 1929. En septiembre del año siguiente volvió a Marruecos, al ser destinado al Grupo de Fuerzas Regulares Indígenas de Ceuta n.º  3, y al mes siguiente marchó al Zoco T’Zelate de Beni Ider y de aquí al Zoco el Arbaa, con el fin de realizar ejercicios tácticos, al término de los cuales regresó a Ceuta.

### Segunda República
Proclamada la República, los meses siguientes prestó servicios en Ceuta, Xauen y Bab Tazza. Con motivo de la proclamación del Presidente de la República, Niceto Alcalá Zamora, se trasladó a Madrid para participar en el desfile conmemorativo. De regreso a Ceuta, realizó trabajos propios de campaña en el Zoco el Jemis de Beni Aros, Ceuta, Tetuán y Larache.
Tras pasar por el Batallón de Cazadores de África y por la Agrupación de Cazadores de la Circunscripción Occidental, en noviembre de 1933 fue destinado al Grupo de Fuerzas Regulares Indígenas de Larache n.º  4, en el que tomó el mando de la 1.ª Compañía del 2.º Tabor, en Teffer (donde coincidirá con Julián Martínez-Simancas Ximénez), pero permaneció escaso tiempo en este destino, pues al mes siguiente se incorporó a la Mehalla Jalifiana del Rif n.º  5, en Alhucemas. En marzo de 1935 obtuvo destino en la Mehalla Jalifiana de Larache y en enero de 1936 en la de Tetuán.

### Guerra Civil
El 17 de julio de 1936, fue enviado a R’Gaia por el jefe de la Mehalla con el fin de cerrar la frontera de Tánger, y el 30 de septiembre partió con su Tabor a las órdenes del comandante Alfredo Galera Paniagua hacia el Frente de Aragón, donde participó en diferentes combates, resultando muerto en la defensa de la estación de ferrocarril de Tardienta el 22 de octubre.

## Condecoraciones y honores
- Cruz Roja del Mérito Militar sencilla (1916), por los hechos de armas librados desde el 1 de mayo de 1915 al 30 de junio de 1916.[2]
- Medalla militar de Marruecos con el pasador de Tetuán (1917).[3]
- Medalla del homenaje a SS.MM los Reyes (1925).[4]
- Curso de Tiro en la Escuela Central de Tiro del Ejército (1927)
- Medalla de la paz de Marruecos (1928).[5]
- Medalla de la jura de S. M. el Rey Alfonso XIII (1929).[6]
- Cruz de la Orden de San Hermenegildo (1932).[7]